# Katarinina palača
Katarinina palača je palača ruskih carica Katarine I., Elizabete i Katarine II. Velike. To je bivša rezidencija ruske carske obitelji. Nalazi se u gradu Puškinu u blizini Sankt Peterburga. Jedna je od najraskošnijih baroknih palača u povijesti, a dovršena je 30. srpnja 1756. godine.
Carsko selo je muzejski kompleks u sklopu kojega je Katarinina palača u gradu Puškinu. Godine 1711., nakon proglašenja Katarine „istinskom vladaricom”, započinje formiranje carske rezidencije, koje je do 1918. godine nosilo naziv Carsko selo. Od ožujka 1918. godine, nakon nacionalizacije, Carsko selo je pretvoreno u muzej koji je nazvan Dječje selo (rus. Детское Село). Godine 1937. naselje je preimenovano u Puškin (rus. Пушкин) po pjesniku Aleksandru Puškinu. Muzejsko naselje je 1992. godine ponovno dobilo natrag svoje ime, Carsko selo. 
Katarina I. započela je izgradnju palače 1717. godine. Angažirala je njemačkog arhitekta Johanna-Friedricha Braunsteina da osmisli ljetnu palaču. Tijekom vladavine kćeri Petra Velikog, carice Elizabete, Mihail Zemcov dizajnirao je novu palaču, čija je izgradnja započela 1744. godine. Godine 1745. Zemecov učenik, Andrej Kvasov, radeći sa Savvom Čevakinskim, proširio je palaču na 300 metara. Novu palaču su činile: srednja kuća, dva bočna krila, kapela i konzervatorij, sve povezano s četiri galerije s visećim vrtovima. Tada 1751. godine, Bartolomeo Rastrelli poduzeo je veliki napor na obnovi, integrirajući nekoliko zgrada, dajući palači karakteristične snježno bijele stupove, nebesko-plave zidove, s pozlaćenom štukaturom, kupolama kapela i skulpturama za koje je bilo potrebno skoro 100 kg zlata. Rastrelijev interijer temeljio se na baroknom stilu.
Katarina II. Velika smatrala je da je palača staromodna. Zaposlila je škotskog arhitekta Charlesa Camerona, koji je napravio jedno krilo u neoklasicističkom stilu. Također je promijenio osobne caričine stanove.
Nakon Katarinine smrti carska obitelj počela je koristiti palaču Pavlovsk i palaču Aleksandra. Palača je uništena tijekom Drugog svjetskog rata. Obnova je započela ubrzo nakon odlaska njemačkih snaga. Sada je palača uglavnom obnovljena i otvorena je za razgledavanje.

## Galerija
- Poštanska marka
- Soba u palači
- Galerija Cameron
- Vrtovi oko palače